# Поле Бродмана 30

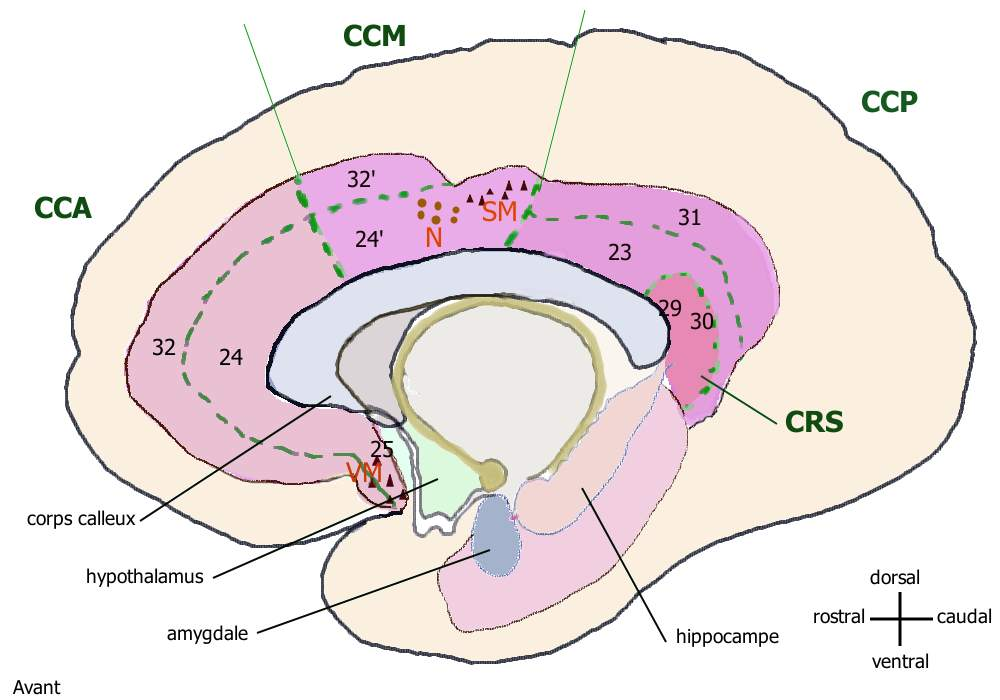

Поле Бродмана 30 (BA30), також відоме як агранулярне ретролімбічне поле 30 - це ділянка, визначена за допомогою досліджень цитоархітектоніки як структурний підрозділ ретроспленальної ділянки в корі головного мозку.
У людини дане поле знаходиться в перешийку поясної звивини. Цитоархітектонічно вона обмежена зсередини  гранулярним ретролімбічним полем 29, дорзально до вентральним заднім поясним полемі 23 і вентролатерально — екторінальним полем Бродмана 36 (Бродман-1909).